# NBC (tv-netværk)
 "NBC" omdirigeres hertil. For andre betydninger af NBC, se NBC (flertydig).
NBC (National Broadcasting Company) er et amerikansk tv/radio-netværk, der har hovedkvarter i GE Building, New York City. NBC har kælenavnet "Påfuglen" på grund af det påfuglelignende logo (Se NBC Logos).

## Historie

### Radio
NBC´s radio gik i luften 15. november 1926 med 24 afillierede stationer.
Dengang var stationerne ejet af RCA.